# オレグ・リャボフ
オレグ・ニコラエヴィチ・リャボフ（ロシア語: Олег Николаевич Рябов、英語: Oleg Nikolaevich Ryabov、1961年1月1日 - ）は、ソビエト連邦時代から生え抜きのロシア連邦の元外交官で、2021年よりロシア鉄道日本総代表。2015年7月から2021年3月にかけて、在大阪総領事を務めていた。モスクワ国際関係大学出身。

## 経歴
1985年、ソビエト連邦外務省付属モスクワ国際関係大学を卒業。1988年より、ソビエト連邦およびロシア連邦の外務省で外交官として奉職。2008年2月、一等参事官を拝命した。
2011年から2015年にかけて駐日大使館で上級参事官として奉職した後、2015年7月より在大阪総領事。同年9月1日には就任挨拶のため、松井一郎大阪府知事を表敬訪問した。2021年3月、在大阪総領事を離任。
2021年2月、在大阪総領事在任末期のリャボフがロシア鉄道（РЖД／RZD）東京駐在員事務所の代表を兼任する形で仮事務所を開設。同年4月、ロシア鉄道東京駐在員事務所が正式に開設され、初代日本総代表に就任した。